# Yoox Net-A-Porter Group
Yoox Net-A-Porter Group S.p.A. (in forma abbreviata YNAP S.p.A.) è un'azienda italiana attiva nel settore delle vendite online di beni di moda, lusso e design. Ha assunto questo nome dal 5 ottobre 2015 in seguito alla fusione tra Yoox Group e The Net-A-Porter Group, due tra le principali società di moda di lusso online.
La società è stata quotata alla Borsa di Milano fino al 20 giugno 2018.

## Storia
Yoox S.p.A. è stata fondata nel 2000 da Federico Marchetti con il sostegno del fondo di venture capital Benchmark Capital, a cui negli anni si sono progressivamente aggiunti altri fondi. Inizialmente, l'azionariato era detenuto per il 9,8% dal fondatore e amministratore delegato Federico Marchetti, per oltre il 70% dai fondi di private equity Kiwi II Ventura Serviços de Consultadoria S.A., Kiwi I Ventura Serviços S.A. Em Liquidacão, Balderton Capital I, L.P. e Nestor 2000 Sprl.
L'IPO di Yoox nell'indice FTSE Italia STAR della Borsa Italiana è avvenuta il 3 dicembre 2009, da cui è uscita per entrare dal 23 dicembre 2013 in quello principale del FTSE MIB; il ricavato netto, calcolato sulla base del prezzo di offerta di € 4,3 per azione, ammontava a circa 95 milioni di Euro.
I fondi di venture capital hanno poi progressivamente ridotto le proprie partecipazioni e nel 2015 Yoox si fonde con Net-A-Porter, fondata e guidata da Natalie Massenet, sede a Londra e controllata dalla Compagnie financière Richemont.. A quel tempo il gruppo YNAP era caratterizzato da un azionariato diffuso, con un flottante del 75,03% e una presenza di investitori istituzionali, inferiore al 20% del capitale. Federico Marchetti, che ricopre ancora la carica di amministratore delegato del Gruppo YNAP, deteneva una quota pari al 5,67% del capitale.
Sempre nel 2015 YNAP stringe una partnership con Mohammed Alabbar, proprietario del Dubai Mall, creando il leader del luxury e-commerce in Medio Oriente.

### Delisting
Il 22 gennaio 2018 Compagnie financière Richemont, il colosso svizzero del lusso con sede a Ginevra, già socio dal 2015 e quotato a Zurigo (controlla marchi quali Cartier, Van Cleef & Arpels, Piaget e Montblanc) ha lanciato un’OPA sul 100% delle azioni ordinarie Yoox Net-A-Porter Group non ancora in suo possesso, pari al 75,03%, attraverso il veicolo Rlg Italia Holding. Il prezzo offerto è stato pari a 38 euro per azione in contanti e ha riguardato 68.463.120 azioni (pari al 75,03%) più altre 2.328.454 azioni essere emesse come stock option per i manager. Si è così arrivati a 70.791.574 di azioni, che sono state pagate dal colosso svizzero del lusso 2,69 miliardi di euro per una valorizzazione della società quotata a Piazza Affari di 5,3 miliardi di euro..
Avendo Richemont al termine dell'OPA raggiunto il 94,999% del capitale sociale, è stata obbligata ad acquistare tutte le residue azioni e conseguentemente il 20 giugno è avvenuto il delisting del titolo.
Il 15 maggio, avendo il titolo un flottante inferiore al 10%, era già uscito dall'indice FTSE MIB.

## Gruppo

### Commercio multimarca
Le attività di Yoox Net-A-Porter Group sono condotte attraverso tre negozi online: yoox.com, nato nel 2000, con un assortimento iniziale composto solo da capi di moda, alla quale si è aggiunta la vendita di prodotti di arte e design, a partire rispettivamente dal 2012 e dal 2006; Mrporter, shoescribe.com, nato nel 2012, dedicato alle calzature femminili.

### Commercio monomarca
Il gruppo, dal 2006, progetta e gestisce i siti online di circa 30 marchi, tra i quali:
- Marni (lanciato nel settembre 2006)
- Emporio Armani (2007)
- Stone Island (2008)
- Valentino (2008)
- Red Valentino (2008)
- Dsquared² (2009)
- Jil Sander (2009)
- Roberto Cavalli (2009)
- Maison Margiela (2010)
- Armani (2011)
- Karl Lagerfeld (2015)
- Y-3 (2011)
- Armani Exchange (2015)
- Isabel Marant (2016)
- Dunhill (2017)
- Chloé (2017)
- Lanvin (2016)
- Ferrari (2018)

- Moncler (2011)
- Pomellato (2012)
- Alexander Wang (2012)
- Bottega Veneta (2012)
- Stella McCartney (2012)
- Missoni (2013)
- Dodo (2013)
- Alexander McQueen (2013)
- Balenciaga (2013)
- Saint Laurent (2013)
- Brioni (2013)
- Kartell (2014) [14]

## Azionisti
| Azionisti                                                           | % Capitale Sociale |
| ------------------------------------------------------------------- | ------------------ |
| Compagnie Financiere Rupert (tramite Compagnie Financiere Ricemont) | 100%               |

Dati aggiornati al 20 giugno 2018.

## Risultati societari
| Principali dati economico finanziari consolidati (milioni di euro) | 2013  | 2012  | 2011  | 2010  | 2009  |
| ------------------------------------------------------------------ | ----- | ----- | ----- | ----- | ----- |
| Ricavi netti                                                       | 455,6 | 375,9 | 291,2 | 214,3 | 152,2 |
| EBITDA                                                             | 43,1  | 32,1  | 24,1  | 18,8  | 15,0  |
| Risultato Operativo                                                | 23,9  | 18,9  | 16,4  | 15,0  | 8,8   |
| Risultato netto                                                    | 12,6  | 10,2  | 10,0  | 9,1   | 4,1   |

Il 25 gennaio 2012 è stato conferito a Yoox Group il Premio Leonardo per l'Innovazione.

## Logistica
Gli ordini sono gestiti da un magazzino presso la sede italiana situato nell'Interporto di Bologna. Vi sono inoltre magazzini satellite in New Jersey, Shanghai, Hong Kong e a Tokyo.